# Melanonidae
Famille
Les Melanonidae (ou Mélanonidés) sont une famille de poissons marins de l'ordre des Gadiformes.

## Liste des genres et espèces
Selon World Register of Marine Species (13 octobre 2019) :
- genre Melanonus Günther, 1878
  - Melanonus gracilis Günther, 1878
  - Melanonus okamurai Li, 2011
  - Melanonus zugmayeri Norman, 1930